# Покровское (Рузский городской округ)

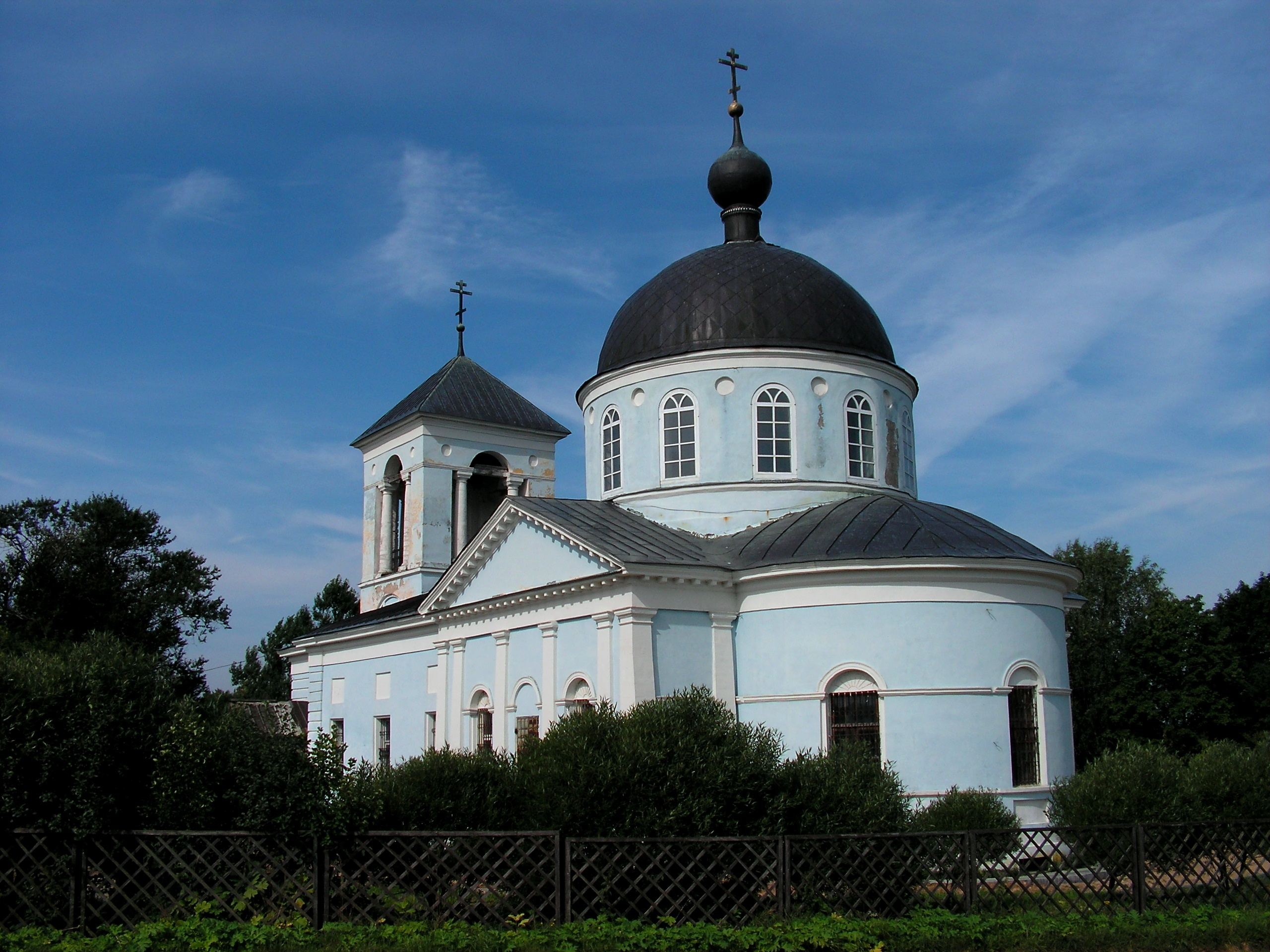
Церковь Покрова Пресвятой Богородицы в Покровском

Покровское (также Покровское-Шереметьево) — село сельского поселения Волковское Рузского района Московской области.
Население — 1755 чел. (2010), в селе числятся 13 улиц, Жилой городок и 1 садовое товарищество. В селе действует средняя общеобразовательная школа, детский сад № 22, имеется почта, амбулатория. До 2006 года Покровское было центром Покровского сельского округа.
Село расположено на севере района, в 20 километрах севернее Рузы, на правом берегу реки Озерна, высота центра над уровнем моря 225 м.
В селе находилась усадьба Шереметевых (ныне на её месте современный санаторий РЖД ЦБ № 4 «Жемчужина Подмосковья»). Сохранилась усадебная церковь Покрова Пресвятой Богородицы 1818 года постройки.

## Население
| 2002 | 2006  | 2010  |
| ---- | ----- | ----- |
| 1907 | ↘1538 | ↗1755 |

### Известные жители
- Селиванов, Иван Павлович (1903—1984) — авиационный штурман, Герой Советского Союза (1939), генерал-майор авиации (1943), Заслуженный военный лётчик Чехословакии (1970).
- Шереметев, Сергей Алексеевич (1836—1896) — генерал-адъютант (1879), генерал от кавалерии (1891), начальник Кубанской области (1882—1884), командующий войсками Кавказского военного округа (1890—1896).